# Iàsnoie (Primórie)
|  | Per a altres significats, vegeu «Iàsnoie». |

Iàsnoie (en rus: Ясное) és un poble del krai de Primórie, a l'Extrem Orient de Rússia, que en el cens del 2010 tenia 415 habitants.